# فوجي (شيزوكا)
مدينة فوجي (بالإنجليزية: Fuji)‏ هي أحد المدن التابعة لمحافظة شيزوكا. تأسست رسميًا في 01/11/1966. ويقدر عدد سكانها بـ 237279 نسمة حسب تقدير مكتب الإحصاء الياباني لعام 2012. تبلغ مساحة فوجي 214.1 كم2. بكثافة سكانية تبلغ 1108 نسمة/كم2.

## المناخ
يظهر الجدول التالي التغييرات المناخية على مدار السنة لفوجي:
| البيانات المناخية لـفوجي               | البيانات المناخية لـفوجي | البيانات المناخية لـفوجي | البيانات المناخية لـفوجي | البيانات المناخية لـفوجي | البيانات المناخية لـفوجي | البيانات المناخية لـفوجي | البيانات المناخية لـفوجي | البيانات المناخية لـفوجي | البيانات المناخية لـفوجي | البيانات المناخية لـفوجي | البيانات المناخية لـفوجي | البيانات المناخية لـفوجي | البيانات المناخية لـفوجي |
| الشهر                                  | يناير                    | فبراير                   | مارس                     | أبريل                    | مايو                     | يونيو                    | يوليو                    | أغسطس                    | سبتمبر                   | أكتوبر                   | نوفمبر                   | ديسمبر                   | المعدل السنوي            |
| -------------------------------------- | ------------------------ | ------------------------ | ------------------------ | ------------------------ | ------------------------ | ------------------------ | ------------------------ | ------------------------ | ------------------------ | ------------------------ | ------------------------ | ------------------------ | ------------------------ |
| الدرجة القصوى °م (°ف)                  | 20.0 (68.0)              | 23.8 (74.8)              | 24.7 (76.5)              | 27.7 (81.9)              | 30.7 (87.3)              | 34.2 (93.6)              | 36.9 (98.4)              | 35.4 (95.7)              | 35.0 (95.0)              | 31.1 (88.0)              | 26.5 (79.7)              | 24.2 (75.6)              | 36.9 (98.4)              |
| متوسط درجة الحرارة الكبرى °م (°ف)      | 11.1 (52.0)              | 11.5 (52.7)              | 14.3 (57.7)              | 19.1 (66.4)              | 22.7 (72.9)              | 25.3 (77.5)              | 28.8 (83.8)              | 30.7 (87.3)              | 27.8 (82.0)              | 22.9 (73.2)              | 18.1 (64.6)              | 13.6 (56.5)              | 20.5 (68.9)              |
| المتوسط اليومي °م (°ف)                 | 5.6 (42.1)               | 6.3 (43.3)               | 9.4 (48.9)               | 14.3 (57.7)              | 18.3 (64.9)              | 21.5 (70.7)              | 25.0 (77.0)              | 26.5 (79.7)              | 23.6 (74.5)              | 18.2 (64.8)              | 12.9 (55.2)              | 8.0 (46.4)               | 15.8 (60.4)              |
| متوسط درجة الحرارة الصغرى °م (°ف)      | 1.0 (33.8)               | 1.6 (34.9)               | 4.8 (40.6)               | 9.6 (49.3)               | 14.2 (57.6)              | 18.3 (64.9)              | 22.2 (72.0)              | 23.3 (73.9)              | 20.2 (68.4)              | 14.1 (57.4)              | 8.5 (47.3)               | 3.4 (38.1)               | 11.8 (53.2)              |
| أدنى درجة حرارة °م (°ف)                | −6.8 (19.8)              | −7.5 (18.5)              | −5.2 (22.6)              | −0.2 (31.6)              | 5.8 (42.4)               | 11.4 (52.5)              | 14.1 (57.4)              | 17.3 (63.1)              | 10.5 (50.9)              | 4.8 (40.6)               | −0.2 (31.6)              | −4.8 (23.4)              | −7.5 (18.5)              |
| الهطول مم (إنش)                        | 71.3 (2.81)              | 93.4 (3.68)              | 201.2 (7.92)             | 178.6 (7.03)             | 194.7 (7.67)             | 259.5 (10.22)            | 222.3 (8.75)             | 226.5 (8.92)             | 266.3 (10.48)            | 198.7 (7.82)             | 130.5 (5.14)             | 66.3 (2.61)              | 2٬109٫1 (83.04)          |
| ساعات سطوع الشمس الشهرية               | 185.0                    | 167.8                    | 166.8                    | 175.9                    | 162.6                    | 111.5                    | 118.9                    | 164.6                    | 140.2                    | 150.3                    | 161.8                    | 187.4                    | 1٬895٫2                  |
| المصدر: وكالة الأرصاد الجوية اليابانية |                          |                          |                          |                          |                          |                          |                          |                          |                          |                          |                          |                          |                          |

## أعلام
- هيديكي إشيغا
- دايجو كوباياشي
- تاكافومي أكاشي
- يوشيكاتسو كاواغوتشي
- هيروشي يوشينو
- هيرويوكي شيراي